# Päpstliche Ehrentitel

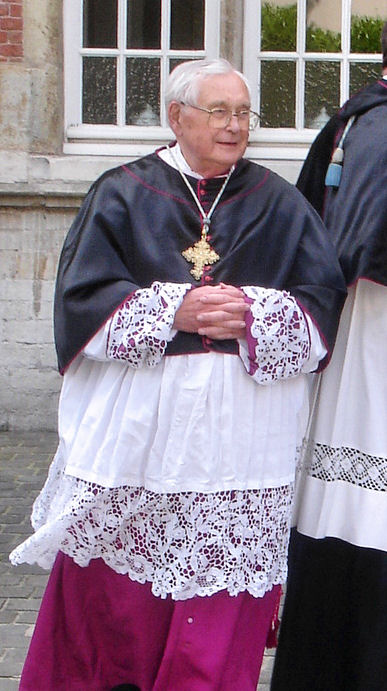
Alfred Vanneste, Päpstlicher Ehrenprälat in Brügge (2009)

Päpstliche Ehrentitel sind Auszeichnungen, die der Papst, meist auf Antrag eines Bischofs hin, an Geistliche verleiht. Dabei gibt es drei Stufen von Ehrentiteln: Päpstlicher Ehrenkaplan, Päpstlicher Ehrenprälat und Apostolischer Protonotar.
Je nach Titel sind damit unterschiedliche Kleidungs- und Wappenrechte verbunden, doch zählen alle Träger eines päpstlichen Ehrentitels zur  Päpstlichen Familie und haben Anspruch auf die Anrede  „Monsignore“.
Seit 2014 wird zumindest außerhalb des diplomatischen Diensts des Heiligen Stuhls nur noch der Titel eines Päpstlichen Ehrenkaplans verliehen. Bereits verliehene Titel bleiben bestehen.

## Mögliche Ehrentitel

### Päpstlicher Ehrenkaplan

Wappenmuster eines Kaplans Seiner Heiligkeit

Die rangniedrigste Stufe der päpstlichen Ehrentitel ist der Kaplan Seiner Heiligkeit (italienisch Cappellano di Sua Santità), auch Päpstlicher Ehrenkaplan genannt.
Wo ein Geistlicher im deutschen Sprachraum als „Monsignore“ angesprochen wird, handelt es sich meist um einen Päpstlichen Ehrenkaplan, der diesen Titel oft als Dechant erhalten hat.
Er darf inner- und außerhalb des Gottesdienstes eine schwarze Soutane mit violetter Paspelierung, violetten Knöpfen und einem Zingulum (fascia) aus violetter Seide mit gleichfarbigen Fransen tragen. Außerhalb der Liturgie trägt er als Kopfbedeckung wie gewöhnliche Kleriker ein schwarzes Birett mit einer schwarzen Quaste, obgleich in Deutschland, in deutlichem Widerspruch zur vatikanischen Instructio Ut sive sollicite (31. März 1969), dieses vielfach noch in Violett gefertigt und benutzt wird.

### Päpstlicher Ehrenprälat

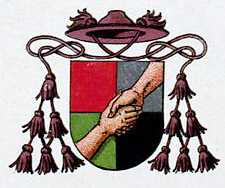
Wappen des Päpstlichen Hausprälaten Luigi Francesco Fè d’Ostiani

Wappenmuster eines Ehrenprälaten Seiner Heiligkeit

In der nächsten Stufe der päpstlichen Ehrentitel folgt der Ehrenprälat Seiner Heiligkeit (italienisch Prelato d’onore di Sua Santità), der auch Päpstlicher Ehrenprälat (früher: Päpstlicher Hausprälat) oder Prälat Seiner Heiligkeit genannt wird.
Die gebräuchliche Anrede ist „Hochwürdigster Herr Prälat“, seltener wird auch „Monsignore“ verwendet. Im ursprünglichen Wortsinn bezeichnet Prälat einen geistlichen Würdenträger der katholischen Kirche, dem eine bestimmte oberhirtliche Leitungsgewalt übertragen ist.
Ein Päpstlicher Ehrenprälat darf im Gottesdienst die violette Chorkleidung und außerhalb einen schwarzen Talar mit violetten Knöpfen und violettem Zingulum tragen. Er benutzt ein schwarzes Birett mit einer schwarzen oder violetten Quaste.

### Apostolischer Protonotar

Wappenmuster eines Apostolischen Protonotars

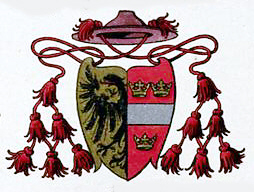
Wappen des Apostolischen Protonotars Gottfried Marschall

Die höchste Stufe der päpstlichen Ehrentitel ist Apostolischer Protonotar supra numerum.
Dieser Titel leitet sich ab von den in Rom tätigen Protonotaren de numero. Als höchste päpstliche Ehrenauszeichnung wird er auch an verdiente Diözesanpriester verliehen, die zu den Protonotaren de numero hinzukommen und deshalb das „supra numerum“ (zu übersetzen mit „überzählig“) in der Titelbezeichnung tragen.
Der Apostolische Protonotar trägt die Kleidung des Päpstlichen Ehrenprälaten mit roten Knöpfen und darf zusätzlich einen violetten seidenen Umhang tragen. Ehrenprälaten, d. h. die „überzähligen“ Protonotare, benutzen ein schwarzes Birett mit schwarzer Quaste, Protonotare de numero ein Birett mit violetter Quaste.

## Veröffentlichung
Die Verleihung eines päpstlichen Ehrentitels geschieht mittels einer im Staatssekretariat ausgefertigten Urkunde. In der Regel wird sie dem geehrten Priester in einer feierlichen Zeremonie durch den Diözesanbischof seines Bistums überreicht, nachdem sie diesem über die Apostolische Nuntiatur zugestellt wurde.
Alle Träger der Ehrentitel zählen zur  Päpstlichen Familie und werden im Annuario Pontificio aufgeführt, die Ehrenkapläne nur im Register.

## Verleihungspraxis ab 2014
Im September 2013 erschien in italienischen Medien die Meldung, dass Papst Franziskus bis auf weiteres an Kleriker überhaupt keine päpstlichen Ehrentitel mehr vergeben wolle. Anfang 2014 wurde bekannt, dass Papst Franziskus künftig den Ehrentitel des Prälaten sowie des Apostolischen Protonotars nicht mehr und den Ehrentitel des Ehrenkaplans („Monsignore“) nur noch an verdiente Kleriker ab einem Alter von 65 verleiht. Bereits verliehene Titel bleiben bestehen. Es hieß weiter, alle Mitarbeiter im diplomatischen Dienst des Heiligen Stuhls seien vom Vergabestopp ausgenommen.
Die Zahl der lebenden Titelträger nicht mehr verliehener Ehrentitel sinkt demzufolge seit 2014. Bereits um die Mitte der 1980er Jahre war unter Papst Johannes Paul II. die Verleihung des als Amt des Päpstlichen Hauses geltenden Titels eines Päpstlichen Thronassistenten eingestellt worden.